# NGC 5335
NGC 5335 este o galaxie spirală situată în constelația Fecioara. A fost descoperită în 9 aprilie 1828 de către John Herschel. Se află la o distanță de 69,02 de megaparseci de Pământ.